# Лин-Лин (большая панда)
Лин-Лин (5 сентября 1985 — 30 апреля 2008) — рождённый в Китае самец большой панды, живший в зоопарке Уэно, крупнейшем зоопарке Японии, расположенном в Токио. На момент его смерти в возрасте 22 лет, Лин-Лин был единственной пандой в зоопарке Уэно и самой старой пандой в Японии. Он являлся символом зоопарка Уэно и дружбы между Японией и Китаем. Лин-Лин был передан Японии в 1992 году, он был единственной пандой в стране, непосредственно принадлежавшей Японии. В апреле 2008 года в стране имелось восемь других гигантских панд, но все они были арендованы у Китая. Хотя Лин-Лин был самцом, по-китайски его имя в одной из записей означало «дорогая девочка».

## Ранние годы и жизнь в зоопарке
Лин-Лин родился в Пекинском зоопарке (Китай), 5 сентября 1985. Он был передан в Японию в зоопарк Уэно в ноябре 1992 года в обмен на панду, родившуюся в Японии. Обмен пандами между Китаем и Японией 1992 года, который часто называют панда-дипломатией, состоялся в честь 20-й годовщины нормализации двусторонних китайско-японских отношений в 1972 г. Лин-Лин был одним из самых популярных достопримечательностей зоопарка Уэно в течение более чем 15 лет.
В зоопарке Уэно Лин-Лина поселили с самкой панды по имени Тун-Тун. Звери подружились между собой, но так и не дали потомства. Тун-Тун умерла в 2000 году и Лин-Лин остался единственной большой пандой в зоопарке Уэно. Зоопарк безуспешно пытался использовать Лин-Лина для размножения путём искусственного осеменения других самок. Лин-Лин был даже трижды отправлен из Японии в Мексику где ему пытались подобрать партнёршу для размножения.

## Смерть
Здоровье Лин-Лина стало ухудшаться в августе 2007 года из-за преклонного возраста. В число симптомов входили потеря сил и аппетита. Ему начали давать лекарства с сентября 2007 года из-за проблем с сердцем и почками. 29 апреля 2008 года его убрали из экспозиции зоопарка для серьёзного лечения.
Несмотря на лечение, Лин-Лин умер в зоопарке Уэно 30 апреля 2008 года, на следующий день после того, как был снят с публичной выставки. Вскрытие показало, что он умер от сердечной недостаточности. Ему было 22 года, семь месяцев и 5 дней, что соответствует 70 годам для человека. Лин-Лин был самым старым самцом панды в Японии. Портрет Лин-Лина и его любимая еда, побеги бамбука, были выставлены в клетке после его смерти. Посетители приносили букеты цветов и расписывались в памятном журнале.

## Наследие
После смерти Лин-Лина зоопарк Уэно остался без собственной большой панды впервые за 36 лет, с октября 1972 года, когда две панды, Кан Кан и Лан Лан, были переданы в зоопарк, чтобы отметить нормализацию двусторонних отношений между Японией и Китаем. Около 3,5 миллиона человек посещают зоопарк Уэно каждый год, в том числе около 40000 человек в день в праздничные и выходные дни, но многие посетители приходили специально, чтобы увидеть Лин-Лина и другие достопримечательности, связанные с пандой.